# Jüdischer Friedhof (Brambauer)
Der Jüdische Friedhof Brambauer befindet sich im Ortsteil Brambauer der Stadt Lünen im Kreis Unna in Nordrhein-Westfalen. Der jüdische Friedhof auf dem nordöstlichen Teil des Kommunalfriedhofs in der Friedhofsstraße wurde in der ersten Hälfte des 20. Jahrhunderts belegt. Über die Anzahl der erhaltenen Grabsteine gibt es keine Angaben. Der Friedhof beherbergt Gebeine des jüdischen Friedhofs Lünen, die im Jahr 1939 hierher verbracht wurden.